# Mięśnie otoczenia szpary ust
Mięśnie otoczenia szpary ust – w anatomii człowieka grupa mięśni wyrazowych, przebiegających dokoła szpary ust.
Mięsień zwierający szparę ust:
- mięsień okrężny ust (łac. musculus orbicularis oris)[1].

Mięśnie obniżające wargi ust:
- mięsień szeroki szyi (łac. platysma)
- mięsień obniżacz wargi dolnej (łac. musculus depressor labii inferioris, musculus quadratus labii inferioris)
- mięsień obniżacz kąta ust, mięsień trójkątny (łac. musculus depressor anguli oris, musculus triangularis)
- mięsień bródkowy (łac. musculus mentalis)[1].

Mięśnie unoszące wargę ustną i kąty ust:
- mięsień jarzmowy większy (łac. musculus zygomaticus major)
- mięsień jarzmowy mniejszy (łac. musculus zygomaticus minor)
- mięsień śmiechowy (łac. musculus risorius)
- mięsień dźwigacz wargi górnej i skrzydła nosa (łac. musculus levator labii superioris alaeque nasi, musculus quadratus labii superioris)
- mięsień dźwigacz wargi górnej (łac. musculus levator labii superioris)
- mięsień dźwigacz kąta ust, mięsień psi (łac. musculus levator anguli oris, musculus caninus)[1][2].

Mięsień poszerzający szparę ust:
- mięsień policzkowy (łac. musculus buccinator), zaliczany też do mięśni szyi[1].